# Кежиктиг, Демир-оол Бадарчыевич
Кежиктиг Демир-оол Бадарчыевич (род. 17 декабря 1953) — заслуженный артист Тувинской АССР (1984), заслуженный артист Российской Федерации (1994), народный артист Республики Тыва (2004).

## Биография
Кежиктиг Демир-оол Бадарчыевич родился 17 декабря 1953 года в селе Нарын Эрзинского района Тувинской АССР. Окончив Нарынскую среднюю школу (1961-1971 годы), поступил в СПТУ-2 с. Балгазын, получил квалификацию «Машинист-тракторист широкого профиля». С 1972 по 1976 годы работал трактористом колхоза «Путь к коммунизму» с. Нарын Эрзинского района. В 1976 году Д. Кежиктиг стал студентом Кызылского училища искусств отделения «Клубный работник, руководитель самодеятельного хореографического коллектива». После учёбы сразу же его приняли в вокально-инструментальный ансамбль «Аян». В октябре 1979 года по решению Министерства культуры Тувы ВИА «Аян» и Д. Б. Кежиктиг был отправлен на стажировку в Творческую мастерскую Ленконцерта (г. Ленинград) для создания новой программы. В 1980 году ВИА «Аян» принимал участие в III Всероссийском конкурсе исполнителей советской песни «Сочи-80» и стал лауреатом III степени. Д. Кежиктиг также пробовал свои силы в качестве конферансье, и это ему хорошо удавалось. ВИА «Аян» с концертной программой объездил все республики Советского Союза (СССР), Монголии.
С 1989 года по настоящее время Д. Б. Кежиктиг работает солистом Тувинского ансамбля песни и танца «Саяны» Тувинской государственной филармонии. В составе ансамбля он выезжал на гастроли во многие страны Европы, Азии, Японии. Он — активный участник республиканских, всероссийских и международных конкурсов и благотворительных мероприятий. Репертуар Д. Кежиктига богат и многообразен: тувинские народные песни, классика, песни современных тувинских композиторов. Поет на русском, монгольском, калмыцком и бурятском языках.

## Награды и звания
- Заслуженный артист Тувинской АССР (1984)
- Заслуженный артист Российской Федерации (28 октября 1994 года) — за заслуги в области искусства[3]
- Народный артист Республики Тыва (2004)
- Памятная юбилейная медаль Республики Тыва в ознаменование 100-летия единения России и Тувы и 100-летия основания г. Кызыла (18 июля 2014 года) — за достигнутые успехи и многолетний добросовестный труд[4]
- Орден «Буян-Бадыргы» III степени (1 декабря 2023 года) — за большой вклад в развитие культуры и искусства и многолетний добросовестный труд[5]
- Ветеран труда (2003)
- нагрудный знак «За успехи в области культуры и литературы» (1998)
- гран-при I Республиканского конкурса исполнителей монгольской песни «Голос золотого песка» (2003)
- Диплом в номинации «Верность призванию»

## Семья
Жена — Нямсурэн Янсанжав, работает в оркестре национальных инструментов ансамбля «Саяны». Старший сын — Тамир, окончил политехнический факультет Тувинского государственного университета, женат, воспитывает 2 детей. Младший сын — Буян, окончил Кызылский Автодорожный техникум, служит в армии.

## Досуг
В свободное время Б. Д. Кежиктиг занимается вольной борьбой и тяжелой атлетикой. Неоднократный чемпион города Кызыла и республики в своем весе, имеет разряд. Он — бронзовый призёр кубка России по тяжелой атлетике среди ветеранов (г. Тара Кемеровской области, 2000), включен в состав спортивной элиты Тувы за 2000 год в номинации «Спортивная элита-2000», награждён нагрудным знаком «Отличник физической культуры и спорта Республики Тыва» (2000 г.).